# Adolf Wicht
Adolf Wicht (* 19. Januar 1910 in Danzig; † 23. April 1996 in Hamburg) war ein deutscher Brigadegeneral der Reserve der Bundeswehr und Angehöriger des Bundesnachrichtendiensts.

## Leben

### Wehrmacht
Wicht, Sohn eines Landwirts, trat am 1. April 1930 bei der Nachrichten-Abteilung 1 in Königsberg als Offizieranwärter in die Reichswehr ein. Am 1. August 1933 wurde er zum Leutnant genannt. Von Oktober 1933 bis März 1934 war er Kompanieoffizier in der Nachrichten-Abteilung Gumbinnen und von April bis September 1934 Kompanieoffizier in der Horchkompanie der Nachrichten-Abteilung Königsberg. Von Oktober 1934 bis September 1937 war er Kompanieoffizier und Adjutant in der Nachrichten-Abteilung 11 und von Oktober 1937 bis August 1939 Lehrer und Aufsichtsoffizier an der Kriegsschule in Potsdam. Von September 1939 bis März 1940 war er Referent beim Chef des Heeresnachrichtenwesens im Oberkommando des Heeres. Von April bis Juni 1940 nahm er am 2. Generalstabslehrgang an der Kriegsakademie in Dresden teil und wurde danach Erster Generalstabsoffizier beim Chef des Heeresnachrichtenwesens im Oberkommando des Heeres. Ende Januar 1941 wurde Wicht Kompaniechef in der Nachrichtenabteilung 71 der 50. Infanterie-Division, wo er in Rumänien, Nordgriechenland im Raum Odessa und Perekop eingesetzt war. Mitte September 1941 wurde er Abteilungs-Kommandeur im Panzergruppen-Nachrichten-Regiment 10 in Nordafrika. In Nordafrika war er von November 1941 bis November 1942 Kommandeur der Panzer-Nachrichtenabteilung 78 der 15. Panzer-Division. Zum 1. Juni 1942 wurde er Major und war von April 1943 bis Januar 1944 zum Generalstab des Heeres in die Abteilung Fremde Heere Ost als Gruppenleiter versetzt. Von Januar 1944 bis September 1944 war er Zweiter Generalstabsoffizier und Erster Generalstabsoffizier der 212. Infanterie-Division in den Räumen Wolchow, Pleskau und Litauen und von September 1944 bis Mai 1945 Erster Generalstabsoffizier im Generalkommando des XXVI. Armeekorps in Ostpreußen. Am 1. März 1945 wurde er zum Oberstleutnant im Generalstab ernannt. Von Mai 1945 bis Mai 1947 war er in britischer Kriegsgefangenschaft.

### Bundesnachrichtendienst
Vom Juni 1947 bis Januar 1950 war Wicht freier Journalist in Schöppenstedt und von Januar 1950 bis April 1952 Journalist und Leiter der Verlagsabteilung Norddeutschland bei der Deutschen Presse-Agentur in Hamburg. Er ließ sich 1952 durch Reinhard Gehlen für die Organisation Gehlen anwerben. Am 1. April 1956 wurde er in den Bundesnachrichtendienst übernommen. Dabei arbeitete er von 1953 bis 1962 mit einer Scheinidentität als Kaufmann und Leiter von Terrapress in Hamburg. Am 1. Mai 1957 wurde er unter Verbleib beim Bundesnachrichtendienst Oberstleutnant der Bundeswehr. Dort war er bis September 1965 am Dienstort Hamburg eingesetzt.
Im Jahre 1962 war Wicht in die Spiegel-Affäre in seiner Funktion als Pressereferent des BND in Hamburg involviert. BND-Chef Reinhard Gehlen wollte (aus eher privaten Gründen) vorab wissen, was Spiegel-Redakteur Conrad Ahlers über seinen Freund Friedrich Foertsch zu schreiben beabsichtige und schickte Wicht deshalb in die Spiegel-Redaktion. Wicht erhielt von Ahlers statt des Foertsch-Manuskripts einen Katalog von 13 Fragen zu einem ganz anderen Thema: Sie betrafen die Frage, ob die geplanten Enthüllungen über die Einsatzbereitschaft der Bundeswehr der Geheimhaltung unterlägen. Wicht leitete den Katalog an die Zentrale in Pullach weiter; BND-Militärexperten meldeten an zwei Stellen Bedenken an, die vom Spiegel berücksichtigt wurden. Am 8. Oktober erschien die Spiegel-Titelstory „Bedingt abwehrbereit“. Als der Verlagsdirektor des Spiegels, Hans Detlev Becker, Wicht am 16. Oktober 1962 erzählte, dass Ahlers von Ermittlungen gehört habe, meldete Wicht dies nach Pullach, wo dies nach eigenen Recherchen bestätigt wurde. Am 18. Oktober 1962 kam Wicht in die Spiegel-Redaktion und bestätigte das Ermittlungsverfahren, wie es sich Becker unter „Vorsprache Wicht“ notierte.
Nachdem der Staatsanwalt Siegfried Buback das Notizbuch Beckers beschlagnahmen ließ, wurde Wicht am 2. November 1962 unter dem Vorwurf des Landesverrats festgenommen und kam für 49 Tage in Haft. Bundeskanzler Konrad Adenauer nahm in einer Bundestagsrede am 7. November 1962 sogar eine öffentliche Vorverurteilung Wichts vor, in dem er – auf Wicht gemünzt, ohne seinen Namen zu nennen – davon sprach: „Wir haben einen Abgrund von Landesverrat im Lande. Ist es dann nicht erschreckend, wenn ein Oberst der Bundeswehr, nachdem er gehört hat, daß ein Verfahren gegen Augstein und Redakteure des SPIEGEL eingeleitet sei, hingeht und denen Bescheid gibt, damit Beweismaterial beiseite geschafft wird?“ – was zu einem Konflikt mit seinem Koalitionspartner FDP führte. Die Generalbundesanwaltschaft ermittelte bis 10. März 1965 gegen Wicht und stellte das Verfahren dann ein. Obwohl ihm keine Verfehlungen nachgewiesen wurden, konnte Wicht nicht auf seinen alten Dienstposten zurückkehren und blieb für den Rest seiner Karriere gebrandmarkt. Die bereits 1962 vorgesehene Ernennung zum Brigadegeneral unterblieb bis zu seiner Pensionierung. Vom Oktober 1965 bis April 1966 war er zur besonderen Verwendung im Stab des I. Korps in Münster eingesetzt und war von April 1966 bis März 1968 Generalstabsoffizier zur besonderen Verwendung an der Führungsakademie der Bundeswehr in Hamburg. Mit Ablauf des März 1968 wurde er in den Ruhestand versetzt. Erst 1967 gab Adenauer – insbesondere auf Drängen von Karl Wienand – eine Ehrenerklärung zugunsten Wichts ab. 1968 wurde Wicht nach Erreichen der für Oberste der Bundeswehr geltenden Altersgrenze pensioniert. Nach der Teilnahme an einer Reserve-Übung im Bundesnachrichtendienst vom 17. September bis 15. Oktober 1969 wurde er am 17. April 1970 zum Brigadegeneral der Reserve ernannt.
Nach seiner Pensionierung arbeitete Wicht als Lektor und in der Vertriebsleitung des Spiegel. Er erhielt nach seiner Pensionierung monatlich 950 DM als „Verbindungsführer“ des BND unter dem Decknamen Winkler.

## Auszeichnungen
- Eisernes Kreuz I. Klasse (1941)
- Deutsches Kreuz in Silber
- Verdienstkreuz 1. Klasse des Verdienstordens der Bundesrepublik Deutschland (1968)

## Veröffentlichungen
- Zehn Jahre sowjetische Deutschlandpolitik. In: Die Ost-Reihe, Heft 11. Terrapress, Hamburg 1955.